# Pavlo Shylko
Pavlo Shylko (también conocido como DJ Pasha)-(n. Mezhduréchensk, Rusia, 6 de agosto de 1977) es un locutor de radio, presentador de televisión, disc jockey, compositor, traductor y psicólogo ruso.
Su carrera en el mundo de la comunicación comenzó en el año 1993 como locutor y en 2005 presentó el Festival de la Canción de Eurovisión celebrado en Ucrania.
Está casado desde el año 2001 y es políglota debido a que habla fluidamente seis idiomas: ruso, ucraniano, inglés, polaco, español y francés.

## Biografía
Nacido en la ciudad rusa de Mezhduréchensk en el año 1977.
En 1983 se trasladó junto a su familia a Ucrania para vivir en la ciudad de Zaporiyia, donde cursó sus estudios secundarios y se graduó. Posteriormente realizó sus estudios universitarios, graduándose en el estudio de idiomas para ser traductor y también se licenció en psicología por la Universidad de Kiev.
Tras haber finalizado sus estudios se dedicó al mundo de la comunicación, empezando en el año 1993 como locutor de radio en una emisora de radio ucraniana Radio Gala donde fue guionista, consultor, formador, disc jockey y llegó a ser el director del programa de radio. Después fue autor y presentador de diversos programas de televisión en los principales canales de televisión de Ucrania. Como Disc jockey es conocido como DJ Pasha, a organizado numeroso eventos musicales y fiestas para muchas marcas conocidas a nivel internacional como Coca-Cola, Samsung, Kodak, Adidas, etc.
En su trabajo como comentarista, ha tenido que realizar la retransmisión por radio y televisión de los Juegos Olímpicos Atlanta 1996, Sídney 2000 y Atenas 2004, las galas de entrega de los Premios Grammy del 2000 y 2001, el Festival de Eurovisión 2003, el Carnaval de Brasil del mismo año y la celebración de 50.º Aniversario de Eurovisión Congratulations.
En el Festival de la Canción de Eurovisión 2005 celebrado en Kiev el día 21 de mayo, fue elegido como presentador de aquel festival junto a la presentadora de televisión ucraniana Maria Efrosinina y también fue uno de los organizadores.
Para el Festival de la Canción de Eurovisión 2006, escribió la canción que representaba a Ucrania Show Me Your Love, interpretada por la cantante Tina Karol, siendo comentarista de este festival y para el Festival de 2007 fue consejero del cantante Andriy Danilko, también comento el Festival de baile de Eurovisión de 2007 y 2008 y en varias ocasiones a retransmitido el Festival de la Canción de Eurovisión Junior.